# Spursito
Martí Miràs Nadal (Andorra; 31 de maig de 1997), més conegut com a Spursito, és un influencer, youtuber i streamer andorrà. És creador de contingut a Twitch i YouTube. Spursito es va afincar a Catalunya. Va iniciar-se com a influencer l'any 2015. A més, té un equip de futbol a la Kings League i a la Queens League

## Biografia
Martí Miràs Nadal va néixer a Andorra el 31 de maig de 1997. L'any 2014, va estar involucrat al canal Reyes del Contrataque, i el 2015, el temps en què va començar la seva passió per l'Esport, va ser quan va començar a submergir-se al món de les xarxes socials. D'aquesta manera, ha aconseguit que la majoria del seu contingut estigui relacionat amb els jocs esportius; a més, també s'ha dedicat a presentar certes transmissions en què ha jugat en línia. També ha arribat a ser membre dels presentadors a PlayStation dins del canal de PlayStation Espanya. També ha arribat a formar part de Mambo fc i ha pogut ser present a The Challenge.
Spursito va guanyar més popularitat en convertir-se en el guanyador del seu combat a 'La Vetllada de l'Any 2' en el que va combatre contra Carola. Una altra font de la seva popularitat ha pogut ser la seva integració com a president de la Kings League i de la Queens League.

## Contingut
El contingut principal del canal de Spursito és el FIFA. També fa reptes amb els seus companys de casa com ara un partit de Futbol o de basquet. De tant en quan grava algun blog fora casa seva. Pero el seu canal esta centrat en el futbol, el seu canal es va popularitzar quan va començar a fer vídeos amb els seus amics de futbol, gràcies a aquestes visites, van crear el equip de la Elite format per Xbuyer, Minibuyer, Koko Dc, Vituber, Robert Pg, JuanluDbz, Kolderiu, i el seu gran amic Papi Gavi.
El seu gran èxit ha sigut un personatge de rol que tenia en la serie Marbella Vice (creada per Auronplay). Sobre el seu personatge, Juan Demonio, només té bones paraules. “Estic enamorat del meu personatge de roleplay”. En Martí Miràs ja va viure una experiència anterior rolejant a SpainRP, però és ara quan més còmode ha aconseguit trobar-se gràcies a la personalitat entremaliada del seu rol.
Actualment, ha deixat de banda fer contingut exclusivament per a YouTube. Després del seu canvi a Twitch, el seu contingut s'ha centrat, sobretot, en la nova competició creada per Gerard Piqué, anomenada Kings League, en la qual ell està involucrat com a president de l'equip "Rayo de Barcelona". Tot i això té un editor, Alfonso, que és qui puja el contingut més rellevants d'aquests directes de Twitch a YouTube.

## Marques amb les que ha treballat
Durant gener de l'any 2018, va arribar a conèixer Lionel Messi, específicament, en un partit de futbol sala organitzat per Adidas, en el qual també van estar diversos influencers. Ha arribat a fer col·laboracions amb AuronPlay, i als seus inicis, va estar al canal col·laboratiu del seu amic Kiwi.